# Quiet storm (genere musicale)
Il Quiet storm è un formato radiofonico e un genere di R&B, eseguito in uno stile fluido, romantico e influenzato dal jazz. Prende il nome dalla canzone che dà il titolo all'album A Quiet Storm di Smokey Robinson del 1975.
Il formato radiofonico fu introdotto nel 1976 da Melvin Lindsey, mentre era uno stagista presso la stazione radio di Washington, DC WHUR-FM. Alla fine venne considerato un sottogenere identificabile del R&B. Quiet Storm fu commercializzato principalmente per un pubblico afroamericano maturo di alto livello. Raggiunse il picco di popolarità negli anni '80, ma cadde in disgrazia tra i giovani ascoltatori nell'età d'oro dell'hip hop.

## Storia

### Origini
Melvin Lindsey, uno studente della Università Howard, con il suo compagno di classe Jack Shuler, iniziò come disc jockey per WHUR nel giugno 1976, esibendosi come controfigure per un dipendente assente. La voce di Lindsey in onda era liscia come la seta e le selezioni musicali erano inizialmente vecchie, lente canzoni romantiche di artisti neri degli anni '50, '60 e '70, una forma di easy listening che Lindsey chiamava "bella musica nera" per gli afroamericani. La risposta degli ascoltatori fu positiva, e la direttrice della stazione WHUR Cathy Hughes diede presto a Lindsey e Shuler il loro show. Il nome dello show deriva dalla canzone di Smokey Robinson "Quiet Storm", dal suo album del 1975 A Quiet Storm.
La canzone si sviluppò nel tema musicale di Lindsey che introduceva la sua fascia oraria ogni sera. "The Quiet Storm" era composto da quattro ore di musica melodicamente piena di sentimento che forniva un'atmosfera intima e rilassata per l'ascolto a tarda notte, e questa era la chiave del suo enorme fascino tra il pubblico adulto. Il formato ebbe un successo immediato, diventando così popolare che nel giro di pochi anni, praticamente ogni stazione negli Stati Uniti con un nucleo di ascoltatori urbani neri adottò un formato simile nella sua fascia notturna.
Nell'area della Baia di San Francisco la KBLX-FM ampliò il concetto notturno in un quiet storm di 24 ore su 24 nel 1979. Nel mercato notturno dell'Area metropolitana di New York, Vaughn Harper fece il deejay per il programma quiet storm nella fascia notturna per la WBLS-FM, che sviluppò insieme al coconduttore Champaine a metà del 1983. Nel 1993 Harper si ammalò e Champaine continuò il programma come Quiet Storm II.
Seguendo le orme della KBLX, Lawrence Tanter di KUTE nella Grande Los Angeles ha cambiato la sua stazione in un formato di quiet storm tutto il giorno da gennaio 1984 fino a settembre 1987, suonando "un ibrido che incorpora pop, jazz, fusion, internazionale, e musica urbana". Affrontando l'idea sbagliata che Quiet Storm era solo per i neri, Tanter ha detto che i suoi ascoltatori erano il 40% nero, il 40% bianco, e il 20% di altre razze. Anche la WLNR-FM di Chicago cambiò nell'agosto 1985 in un programma di 24 ore chiamato "The Soft Touch", con musica più strumentale e persino straight-ahead jazz, un mix che il direttore commerciale Gregory Brown descrisse come "non così rilassato" come altri tranquilli spettacoli di quiet storm. Una caratteristica notevole della WLNR era che i quattro deejay regolari erano donne.

## Successo
Per la popolarità del suo spettacolo, Lindsey vide il suo stipendio annuale aumentare da $ 12.000 nel 1977 a più di $ 100.000 nel 1985. Dopo aver firmato un contratto quinquennale da un milione di dollari con la stazione rivale di Washington DC WKYS, lasciò la WHUR alla fine di agosto 1985, continuando il formato Quiet Storm su WKYS per cinque anni a partire da novembre con uno spettacolo chiamato "Melvin’s Melodies". Parte dello stile originale di Lindsey consisteva nel mescolare insieme diversi decenni di musica, ad esempio suonando una ballata di Sarah Vaughan tra brani più moderni.
Lindsey morì di AIDS nel 1992 all'età di 36 anni, ma il formato Quiet Storm da lui ideato rimane un punto fermo nella programmazione radiofonica americana. La radio WHUR trasmette ancora uno spettacolo quiet storm, e molte stazioni radio urbane e nere riservano ancora i loro spazi di programmazione a tarda notte per questo formato musicale. L'operatore WHUR della Università Howard ha registrato "Quiet Storm" come marchio per "servizi di intrattenimento, vale a dire, una serie continua di programmi radiofonici con musica".
Cathy Hughes in seguito si basò sul successo del formato quiet storm della WHUR per fondare Radio One, una compagnia di trasmissione rivolta agli afroamericani.

## Caratteristiche
Quiet Storm è stata molto popolare come nicchia di programmazione tra i baby boomer dalla metà degli anni '70 all'inizio degli anni '90. Durante questo periodo, promosse un notevole cambiamento nel suono del R&B dell'epoca. Le canzoni di Quiet Storm erano nella maggior parte dei casi prive di qualsiasi commento politico significativo e mantenevano una rigorosa distanza estetica e narrativa dalle questioni relative alla vita urbana nera. Quiet Storm si appropria dell'R&B e del "slow jam" soul e li ricontestualizza in rotazioni con i loro coetanei e predecessori.
Il giornalista musicale Jason King ha scritto: "Sensuale e pensoso, il quiet storm è un R&B seducente, caratterizzato da fioriture jazz, groove morbidi e testi di buon gusto su argomenti intimi. Quando la disco lasciò il posto al formato "urban contemporary" all'inizio degli anni '80, quiet storm si espanse oltre la radio per emergere come un grande supergenere".
Ben Fong-Torres di Rolling Stone ha definito Quiet Storm una "miscela di pop, jazz fusion e ballate R&B, tutte eleganti e fluide, come un flûte di champagne Veuve Clicquot".

### Genere e sessualità
Per alcuni il concetto di quiet storm ha rappresentato un cambiamento nei paesaggi musicali di genere e sessualizzati dell'R&B e del soul. Il giornalista musicale Eric Harvey afferma che all'interno del genere quiet storm, artisti come Luther Vandross sono stati in grado di oltrepassare i confini della normatività di genere sia nel loro suono che nel loro lirismo. L'autore Jason King osserva che attraverso il genere e la sua musica più in generale, "Vandross gioca con le convenzioni dominanti della sessualità maschile senza impegnarsi nell'androginia o in qualsiasi forma esplicita di incarnazione tradizionalmente femminile".
Data la sensualità e la "domesticità" per cui il genere è stato riconosciuto, agli artisti, in particolare agli uomini, sembrava essere concessa molta più libertà per quanto riguarda l'espressione del genere e della sessualità, rispetto a quelli che erano visti come generi più "maschili". Harvey continua dicendo: "Questo è uno degli aspetti più importanti e trascurati del formato Quiet Storm, e qualcosa che Vandross ha fatto così bene: abbracciare una forma maschile di sensualità domestica, un ideale musicale precedentemente esclusivo delle donne".

### Una fuga nella musica
Quiet Storm emerse in un momento in cui la popolazione nera della classe media degli Stati Uniti era in crescita e il divario tra ricchi e poveri neri si stava ampliando. "La popolazione nera suburbana raddoppiò tra il 1970 e il 1986, e il numero di neri che frequentavano l'università aumentò del 500% tra il 1960 e il 1977". Quiet Storm fu una fuga dalla politica e dagli attriti: rassicurò le comunità nere con la sensazione di stabilità e normalità.

## Radio
Negli anni '90, la stazione canadese contemporanea per adulti CFQR-FM di Montreal trasmise un programma Quiet Storm con musica new age. Almeno due stazioni FM non commerciali, la WGDR con sede nella comunità a Plainfield, Vermont, e la sua stazione gemella, WGDH a Hardwick, Vermont, entrambe di proprietà del Goddard College, hanno trasmesso un programma "Quiet Storm" settimanale di due ore; dal 1998 un mix 50-50 di smooth jazz e soft R&B, presentato in stile "Triple-A" (Album Adult Alternative), con una forte enfasi sulle tracce degli album "B" e "C" che la maggior parte delle stazioni commerciali spesso ignorano.
Nel 2007 Premiere Radio Networks ha lanciato un programma radiofonico notturno a livello nazionale basato sul formato quiet storm, noto come The Keith Sweat Hotel. Quel programma, in forma modificata, trasmette sotto il nome di Quiet Storm (come The Quiet Storm with Keith Sweat) sulla WBLS a New York.